# Karl Miller
Karl Miller (Amburgo, 2 ottobre 1913 – 18 aprile 1967) è stato un calciatore tedesco, di ruolo difensore.

## Carriera
Con il LSV Amburgo giunse a disputare la finale della Tschammerpokal 1943, persa contro gli austriaci del First Vienna.